# ادواردو لوناردی
ادواردو لوناردی (انگلیسی: Eduardo Lonardi; زاده ۱۵ سپتامبر ۱۸۹۶ – درگذشته ۲۲ مارس ۱۹۵۶) سیاست‌مدار اهل آرژانتین بود.